# Менешть (комуна, Прахова)
Менешть, Менешті (рум. Mănești) — комуна у повіті Прахова в Румунії. До складу комуни входять такі села (дані про населення за 2002 рік):
- Белтіца (818 осіб)
- Гура-Крівецулуй (168 осіб)
- Залханауа (1035 осіб)
- Коада-Ізворулуй (1007 осіб)
- Менешть (1137 осіб)

Комуна розташована на відстані 51 км на північ від Бухареста, 16 км на південний захід від Плоєшті, 89 км на південь від Брашова.

## Населення
За даними перепису населення 2002 року у комуні проживали 7311 осіб. Усі жителі комуни рідною мовою назвали румунську.
Національний склад населення комуни:
| Національність | Кількість осіб | Відсоток |
| -------------- | -------------- | -------- |
| румуни         | 7254           | 99,2%    |
| цигани         | 56             | 0,8%     |
| угорці         | 1              | < 0,1%   |

Склад населення комуни за віросповіданням:
| Релігія            | Кількість осіб | Відсоток |
| ------------------ | -------------- | -------- |
| православні        | 7004           | 95,8%    |
| адвентисти         | 244            | 3,3%     |
| п'ятдесятники      | 23             | 0,3%     |
| бретрени           | 19             | 0,3%     |
| лютерани           | 10             | 0,1%     |
| римо-католики      | 2              | < 0,1%   |
| реформати          | 1              | < 0,1%   |
| не релігійні       | 1              | < 0,1%   |
| атеїсти            | 1              | < 0,1%   |
| не вказали релігію | 2              | < 0,1%   |

## Зовнішні посилання
- Дані про комуну Менешть на сайті Ghidul Primăriilor